# Kiem

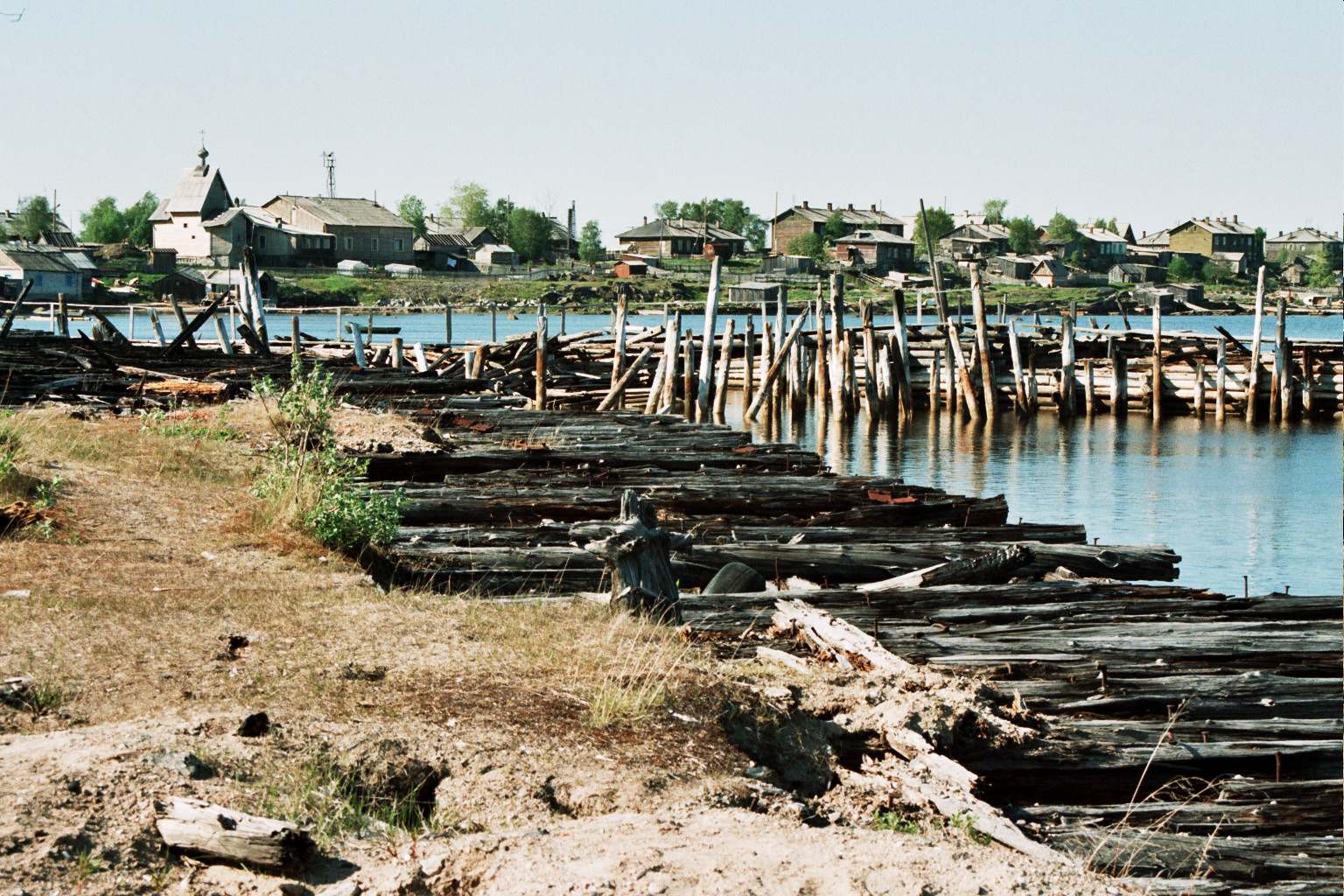
Port w Kiemie

Kiem (ros. Кемь, fiń. Vienan Kemi) – miasto w północno-zachodniej Rosji, na terenie wchodzącej w skład tego państwa Republiki Karelii.

## Położenie
Miejscowość leży w Rejonie kiemskim, którego centrum administracyjne stanowi,  
przy ujściu rzeki Kiem do Morza Białego.

## Historia
Osady w okolicach dzisiejszego miasta powstały w XIV w., nie wiadomo jednak dokładnie, która z nich stała się podstawą dla dzisiejszego miasta. Na pewno Kiem w miejscu obecnej lokalizacji znajdował się w XV w. W początkowym okresie istnienia osada była kilkakrotnie zdobywana i niszczona przez Szwedów. Prawa miejskie od 1775 lub 1785 r.
W Kiemie zachowały się zabytkowe prawosławne świątynie: drewniany sobór Zaśnięcia Matki Bożej z lat 1711–1717 oraz murowany sobór Zwiastowania (w ruinie).

### Przynależność państwowa
- 1450–1478 – Republika Nowogrodzka
- 1478–1480 – Wielkie Księstwo Moskiewskie (lenno Złotej Ordy)
- 1480–1547 – Wielkie Księstwo Moskiewskie
- 1547––1721 –  Carstwo Rosyjskie
- 1721–1917 –  Imperium Rosyjskie
- 1917 –  Republika Rosyjska
- 1917–1922 –  Rosyjska FSRR
- 1922–1991 –  ZSRR
- od 1991 –  Federacja Rosyjska

## Ludność
Kiem liczy 13 600 mieszkańców (2005).
| Rok  | Ludność |
| ---- | ------- |
| 1894 | 2150    |
| 1907 | 2870    |
| 1934 | 12 500  |
| 1956 | 15 600  |
| 2004 | 14 300  |
| 2005 | 13 600  |

## Gospodarka
Po rozpadzie Związku Radzieckiego gospodarka miasta, jak i całej Karelii znalazła się w kryzysie. Mimo to 
Kiem jest jednym z centrów gospodarczych Karelii. Podstawą gospodarki miasta są gałęzie przemysłu związane z eksploatacją okolicznych lasów, przemysł energetyczny oraz przetwórstwo ryb. W miejscowości zlokalizowane są także niewielkie zakłady przemysłu spożywczego, zatrudniające zwykle po kilka, kilkanaście osób i  produkujące na potrzeby lokalnego rynku.
Istotne znaczenie w gospodarce miasta odgrywają szeroko rozumiane usługi

## Transport
Kiem jest jednym z ważniejszych portów nad Morzem Białym, przez miasto przebiega też magistrala kolejowa prowadząca z południa do położonego na dalekiej północy Murmańska.